# Los superagentes no se rompen
Los superagentes no se rompen es una película de Argentina filmada en Eastmancolor dirigida por Julio De Grazia según el guion de Salvador Valverde Calvo que se estrenó el 1 de febrero de 1979 y que tuvo como actores principales a Ricardo Bauleo, Víctor Bó, Julio De Grazia y Silvia Folgar. Es el primer largometraje de De Grazia como director y el director de fotografía fue el futuro director de cine Juan Carlos Desanzo.
Fue filmada en Puerto Iguazú, provincia de Misiones. En esta secuela, y a diferencia de los dos films anteriores, no aparecen ni el auto amarillo con armas ni los poderes biónicos que poseían los Superagentes.

## Sinopsis
Los superagentes enfrentan a un grupo que quiere apoderarse de una bomba en miniatura, financiados por un dictador africano, que los envía a Misiones. En la zona de las Cataratas, están las hijas del científico que hizo la bomba. Deberán protegerlas, evitar que la bomba sea robada y capturar al conde que vino a dirigir su secuestro para llevarlas a África. Una tercera mujer que llega como periodista será parte de las persecuciones.

## Reparto
- Ricardo Bauleo …Tiburón
- Víctor Bó …Delfín
- Julio De Grazia …Mojarrita
- Silvia Folgar ... Briguitte
- Margarita Gralia ... Alfa
- Mónica Moneró ... Betta
- Villanueva Cosse ... Conde Pavlov
- Camila Perissé ... Sirena
- Eduardo Fasulo ... El jefe
- Jorge Balbuena ... Lumbasa
- Roberto Matovich ... Ichín
- Augusto Kretschmar ... Nureyev
- Ricardo Embrione

## Comentarios
M.L. en La Prensa escribió:

«Realizado sobre un libro sin valores…sin mayores atribuciones pero con desefrenada imaginación….un público infantil puede salir sarisfecho de la sala.»

La Nación opinó:

«El film abunda en situaciones de acción….simpatía de los protagonistas.»

Manrupe y Portela escriben:

«bastante cómica y ágil en lo suyo.»